# Hugo Fernández
Pour les articles homonymes, voir Fernández.
Hugo Fernández, de son nom complet Hugo Daniel Fernández Vallejo, né le 2 février 1945 à Montevideo et mort le 1er août 2022, est un ancien joueur et entraîneur uruguayen de football.

## Carrière
Hugo Fernández commence sa carrière en 1961 au Nacional, l'un des deux grands clubs d'Uruguay. Il y remporte le championnat en 1966 et quitte le club. Il joue par la suite au Racing Club de Montevideo  (1967), au Gimnasia y Esgrima La Plata en Argentine de 1968 à 1969, fait son retour en Uruguay, au CA Cerro (1970), au Defensor Sporting (1971) puis au Peñarol, l'autre grand club du pays, où il remporte de nouveau le championnat en 1974 et 1975, ainsi que le Trophée Teresa-Herrera et la Coupe Mohammed V. Il tente alors sa chance en Espagne, au CD Tenerife de 1975 à 1978, puis va au Mexique, au CF Puebla en 1979-1980. Il remporte un dernier titre de champion d'Uruguay avec Peñarol en 1981 puis arrête sa carrière sur une dernière pige au Mexique, sous les couleurs de l'Atlas.
Il entame une carrière d'entraîneur parmi les Carboneros en 1984. En 1985, il repart au Mexique, au CF Puebla jusqu'en 1987, puis aux Tigres UANL en 1988-1989 et Tampico Madero la saison suivante. En 1991, il signe au club de Toshiba, club de Japan Football League et reste deux saisons. En 1994, il revient au pays, au Nacional, repart au CF Puebla en 1995-1996, puis au Japon dans son ancien club, rebaptisé Consadole Sapporo, qu'il fait monter en J. League en 1998.
En 2001, il reprend du service au Mexique, au CD Irapuato (2001), CD Veracruz (2002), CF Puebla (2003), Lobos de la BUAP (2006) et Dorados de Sinaloa (2006-2008), qu'il fait monter en première division en 2007. En 2011, il est nommé directeur sportif de Puebla.